# Кефе (санджак)
Кефе (тур. Kefe) — провінція (префектура) Османської імперії, що існувала в Північному Причорномор'ї в 1475 — 1588 роках після ліквідації греко-православного князівства Феодоро.
У 1588 перетворений на більш високий за статусом Кафинський еялет, що проіснував до 1774 року, коли його територія увійшла до складу Кримського ханства як Кефинське каймаканство (1774—1783). Адміністративний центр — місто Кефе (середньовічна Кафа, сучасна Феодосія). Перший докладний опис 6 кадиликів (каза) Кефинського санджака датується 1529 роком.
До складу провінції входили південний захід Криму (на південь від річки Кача), весь Південний берег до Судака включно, околиці Кефе, північно-східний кут Керченського півострова, вся Тамань і околиці фортеці Азов. Фактично кефинський ейялет займав територію завойованих турками-османами в 1475 генуезьких колоній у Північному Причорномор'ї та князівства Феодоро. Глава санджака носив титул паші (з 1568 року — бейлербея) та призначався султаном у Стамбулі.
Першим санджакбеєм був Джезері-Касим-паша (до 1487), якого змінив Месіх-паша (1487—1489). В 1497 султан Баязид II дарував титул паші санджака Кефе сину Мехмету (до 1504 року), а 1510 року — онуку Шахзада-Сулейману.

## Адміністративне ділення
Згідно з Книгою Кефе Санджак Тахрір, датованою 935 роком за хіджрою (1529), санджак складався з є шести кадиликів: Кефе, Сугдак, Манкуб (Мангуп) і Керч (Керш) у Криму, а інші — Азак і Тамань, на Кубані.
Після встановлення еялета Кефе він був поділений на шість санджаків: Кефе; Тамань, Анапа і Керч; Азак; Аккерман; Бендерський і Кільбурунський санджаки.
Кефинський санджак ділився на Мангупський, Судакський та Кафінський кадалики.